# ウェルナー・ヒンク
ウェルナー・ヒンク（Werner Hink, 1943年3月18日 - 2024年5月21日）は、ウィーン出身のヴァイオリン奏者。ウィーン・フィルハーモニー管弦楽団の元コンサートマスター。

## 経歴
6歳からヴァイオリンを始め、ウィーン音楽アカデミー（現 ウィーン国立音楽大学）にてフランツ・サモヒルに師事。1964年にウィーン国立歌劇場管弦楽団に入団した後、ウィーン・フィルハーモニー管弦楽団の第1ヴァイオリン奏者 (1964年) 、同首席奏者 (1968年) を経て、1974年にウィーン・フィルハーモニー管弦楽団のコンサートマスターに就任した。室内楽分野においては、ウィーン弦楽四重奏団や新ウィーン八重奏団のリーダーとして活動しているほか、ソリストとしても活躍している。1982年からは、ウィーン市立音楽院ヴァイオリン科の教授も務めている。
現在の使用楽器は、1734年製「ガリアーノ・ニコラ」。2008年にウィーン国立歌劇場管弦楽団及びウィーン・フィルハーモニーを定年退職。2014年にはウィーン弦楽四重奏団創立50周年記念コンサートを行った。
2024年5月21日に病気により死去。81歳没。